# Steve Forrest
Pour les articles homonymes, voir Forrest.
Steve Forrest est un acteur américain né le 29 septembre 1925 à Huntsville, Texas, et mort le 18 mai 2013 à Thousand Oaks, Californie. Il est apparu au cinéma et à la télévision dans plus d'une centaine de rôles différents.
Il est le frère de l'acteur Dana Andrews.

## Biographie
Né William Forrest Andrews à Huntsville au Texas, il est l'avant-dernier des treize enfants d'Annis Speed et Charles Forrest Andrews, un pasteur baptiste.
A 17 ans, il incorpore l'armée de terre et part combattre en Europe en 1942. Il accède au grade de sergent et fait ses armes durant la Bataille des Ardennes. À sa démobilisation, il part à Hollywood rendre visite à son frère acteur Dana Andrews, de quinze ans son aîné. Il prend finalement la décision de travailler comme acteur mais pour subvenir financièrement à ses besoins, il devient figurant. Il s'inscrit à l'Université de l'UCLA où il devient diplômé en licence d'art dramatique en 1950.
Il travaille temporairement aussi comme charpentier au théâtre de La Jolla de San Diego. Il y est découvert par l'acteur Gregory Peck qui lui offre un petit rôle dans la pièce de théâtre où il joue, Goddbye Again. Après un bout d'essai effectué auprès du service de casting de la MGM, il est finalement engagé et commence à avoir de petits rôles.
En 1953, il est reconnu auprès de la profession pour son rôle dans le film Mon grand aux côtés de Jane Wyman et Sterling Hayden. Il sera d'ailleurs récompensé par un Golden Globe pour son interprétation. Vers le milieu des années 1950, il devient un acteur très demandé sur le petit écran. Partageant son temps entre rôles à la télévision et au cinéma, il décide d'abandonner son image de « bad boy » qu'il joue fréquemment, et décide de déménager en Grande-Bretagne. Il y devient le héros d'une série très populaire : Alias le Baron pour ITC.
Après cet intermède anglais, il revient aux États-Unis où il continuera de jouer dans des séries et téléfilms. Son autre grand rôle sera dans la série policière Section 4 où il incarne le solide Lieutenant Hondo Harrelson pour la chaîne ABC. Si l'aventure ne durera pas plus de deux saisons, c'est le rôle qui va le faire immortaliser auprès du public. Il continue son métier d'acteur jusqu'en 1998. Il ne refait qu'une brève apparition dans le film S.W.A.T. unité d'élite en tant que caméo pour les fans.
Il meurt dix ans plus tard, à 87 ans, à Thousand Oaks en Californie.

## Filmographie

### Cinéma
- 1943 : Requins d'acier (Crash Dive) d'Archie Mayo : Un marin
- 1943 : Le Vaisseau fantôme (The Ghost Ship), de Mark Robson : Un marin
- 1951 : L'Équipage fantôme (Sealed Cargo), d'Alfred L. Werker : Holtz
- 1952 : Geisha Girl, de George P. Breakston et C. Ray Stahl : Rocky Wilson
- 1952 : Les Ensorcelés (The Bad and the Beautiful), de Vincente Minnelli : L'acteur passant un essai
- 1953 : The Clown, de Robert Z. Leonard : Le jeune homme
- 1953 : Le Sabre et la Flèche (Last of the Comanches), d'André de Toth : Lieutenant Williams
- 1953 : Le Cirque infernal (Battle Circus), de Richard Brooks : Sergent
- 1953 : Cupidon photographe (I Love Melvin), de Don Weis : Le photographe
- 1953 : La Femme rêvée (Dream Wife), de Sidney Sheldon : Louis
- 1953 : Tous en scène (The Band Wagon), de Vincente Minnelli : Passager dans le train
- 1953 : Mon grand (So Big), de Robert Wise : Dirk DeJong
- 1953 : Sergent la Terreur (Take the High Ground!), de Richard Brooks : Lobo Naglaski
- 1954 : Le Fantôme de la rue Morgue (Phantom of the Rue Morgue), de Roy Del Ruth : Prof. Paul Dupin
- 1954 : Prisonnier de guerre (en) (Prisoner of War), d'Andrew Marton : Cpl. Joseph Robert Stanton
- 1954 : Sur la trace du crime (Rogue Cop), de Roy Rowland : Eddie Kelvaney
- 1955 : Boulevards de Paris (Bedevilled), de Mitchell Leisen : Gregory Fitzgerald
- 1956 : Viva Las Vegas (Meet Me in Las Vegas), de Roy Rowland : Cameo
- 1957 : The Living Idol, de Rene Cardona et Albert Lewin : Terry Matthews
- 1959 : Train, amour et crustacés (It Happened to Jane), de Richard Quine : Lawrence Clay 'Larry' Hall
- 1960 : La Diablesse en collant rose (Heller in Pink Tights), de George Cukor : Clint Mabry
- 1960 : Cinq Femmes marquées (5 Branded Women), de Martin Ritt : Sgt. Keller
- 1960 : Les Rôdeurs de la plaine (Flaming Star), de Don Siegel : Clint Burton
- 1961 : La Farfelue de l'Arizona (The Second Time Around), de Vincent Sherman : Dan Jones
- 1962 : Le Jour le plus long (The Longest Day), de Ken Annakin, Andrew Marton, Bernhard Wicki, Gerd Oswald et Darryl F. Zanuck : Capt. Harding
- 1963 : The Yellow Canary (en) de Buzz Kulik : Hub Wiley
- 1969 : Rascal, de Norman Tokar : Willard North
- 1970 : Le Pays sauvage (The Wild Country), de Robert Totten : Jim Tanner
- 1971 : The Late Liz, de Dick Ross : Jim Hatch
- 1972 : The Magic of Walt Disney World : Narrateur (voix)
- 1979 : North Dallas Forty, de Ted Kotcheff : Conrad Hunter
- 1981 : Maman très chère (Mommie Dearest), de Frank Perry : Greg Savitt
- 1983 : Sahara, d'Andrew V. McLaglen : Gordon
- 1985 : Drôles d'espions (Spies Like Us), de John Landis : General Sline
- 1987 : Cheeseburger film sandwich (Amazon Women on the Moon), de Robert K. Weiss : Capt. Nelson (segment 'Amazon Women on the Moon")
- 1992 : Storyville, de Mark Frost : Juge Quentin Murdoch
- 1996 : Killer : Journal d'un assassin (Killer: A Journal of Murder), de Tim Metcalfe : Warden Charles Casey
- 2003 : S.W.A.T. unité d'élite (S.W.A.T.), de Clark Johnson : Conducteur du camion SWAT

### Télévision
- 1956 : Letter to Loretta (série) : Mark Carter
- 1956 : Climax! (série) : Ben
- 1957 : Playhouse 90 (série) : Matt Bowers
- 1957 : Lux Video Theatre (en) (série) : Matt Barker
- 1957 : Climax! (série) : Pete Mayer / Tom Gardener
- 1957-1958 : Alfred Hitchcock présente (série) : Joe Rogers / Steve Archer
- 1957-1958 : Schlitz Playhouse of Stars (série) : Eddie Martin / Sam Rayford / Harpenning Brother
- 1959 : Westinghouse Desilu Playhouse (série) : Chris Hody
- 1960 : Alcoa Theatre (série) : Pasteur Mark Fordham
- 1960 : Zane Grey Theatre (série) : Mike Bagley
- 1960 : Outlaws (série) : Rance Hollister
- 1961 : The DuPont Show with June Allyson (série) : Major Anderson
- 1961 : The Foxes (téléfilm) : rôle indéterminé
- 1961 : Target: The Corruptors (série) : T.C. Miller
- 1962 : C'est arrivé à Sunrise (Bus Stop) (série) : Alan Billings
- 1962 : La Route des rodéos (Wide Country) (série) : Royce Bennett
- 1963 : The Dick Powell Show (en) (série) : Roger Canfield
- 1963 : La Quatrième Dimension (The Twilight Zone) (Série TV) : épisode Le Parallèle (The Parallel) de Alan Crosland Jr. (saison 4, épisode 11) : Robert Gaines
- 1963 : Haute Tension (Kraft Mystery Theatre) (série) : Lieutenant Governor
- 1963-1964 : Les Aventuriers du Far West (Death Valley Days) (série) : Costello / Sénateur William E. Borah
- 1963-1964 : Le Virginien (The Virginian) (série) : James Templeton / Roger Leyton
- 1964 : Arrest and Trial (en) (série) : Révérend Bill Hewitt
- 1964 : Insight (série) : rôle non déterminé
- 1964-1965 : Haute Tension (Kraft Suspense Theatre) (série) : Mike Taggart / David Buchanan
- 1965 : Twelve O'Clock High (série) : Major Peter Gray
- 1965 : Rawhide (série) : Cable
- 1965 : Le Fugitif (The Fugitive) (série) : Barry Craft
- 1965 : L'Homme à la Rolls (Burke's Law) (série) : Jocko Creighton
- 1965 : Will Banner, de Walter Grauman (téléfilm) : Will Banner
- 1966-1967 : Alias le Baron (série) : John Mannering alias Le Baron
- 1967-1968 : Cimarron (série) : Clayton Tyce / Wiley Harpe
- 1967-1969 : Bonanza (série) : Dan Logan / Josh Tanner
- 1968 : The Legend of Robin Hood (série) : Sheriff of Nottingham
- 1969-1970 : Les Règles du jeu (The Name of the Game) (série) : Hank Frazer / Colonel Walter Royce / Sheriff A. J. Ward
- 1969-1973 : L'Homme de fer (Ironside) (série) : Shérif Harvey Poole / Aaron Clark
- 1970 : Le Grand Chaparral (The High Chaparral) (série) : Johnny Rondo
- 1971 : Sur la piste du crime (The FBI) (série) : Lee Barrington
- 1971 : Storefront Lawyers (série) : Cole Deland
- 1971 : Insight (série) : David
- 1971 : Mission impossible (série) : Edward Granger
- 1971 : Nichols (série) : Sam Yeager
- 1972 : Opération danger (Alias Smith and Jones) (série) : Jake Halloran
- 1972 : Ghost Story (série) : Andrew Alcott
- 1972 : Le Sixième Sens (The Sixth Sense) (série) : Glen Tuttle
- 1972 : Hec Ramsey (série) : Wes Durham
- 1973 : Les Rues de San Francisco (The Streets of San Francisco) (série) : Art Styles
- 1974 : The Hanged Man : James Devlin
- 1974 : L'Homme qui valait trois milliards (The Six Million Dollar Man) (série), saison 1, épisode 10 : Quail
- 1975 : The Hatfields and the McCoys : Randall McCoy
- 1975 : Section 4 (S.W.A.T.) (série) : Lieutenant Dan « Hondo » Harrelson
- 1976 : Wanted: The Sundance Woman : Detective Charlie Siringo
- 1977 : Testimony of Two Men (feuilleton) : Martin Eaton
- 1977 : Le Dernier des Mohicans (en) (The Last of the Mohicans) : Hawkeye
- 1978 : Maneaters Are Loose! : David Birk
- 1978 : The Deerslayer (film, 19787) de Dick Friedenberg : Hawkeye
- 1979 : Captain America : Lou Brackett
- 1980 : Roughnecks : Paul Marshall
- 1980 : Rumeurs de guerre (en) (A Rumor of War) : Col. Atherton
- 1980 : Condominium (en) (Condominium) : Gus Garver
- 1981 : The Manions of America (feuilleton) : James Kent
- 1982 : Hotline : Tom Hunter
- 1983 : Malibu : Rich Bradley
- 1984 : Finder of Lost Loves (en) : James Osborne
- 1985 : Les Dessous d'Hollywood (Hollywood Wives) (feuilleton) : Ross Conti
- 1986 : Dallas (Dallas) (série) : Ben Stivers (Wes Parmalee)
- 1987 : La Vengeance du forçat (en) (Gunsmoke: Return to Dodge) : Mannon
- 1992 : Un seul suffira (Columbo: A Bird in the Hand ...) : Big Fred

## Récompenses
- 1954 : Golden Globe de la révélation masculine de l'année pour le film Mon grand.
- 1982 : Razzie Award du pire second rôle pour le film Maman très chère.